# Montgaillard, Aude

Montgaillard este o comună în departamentul Aude din sudul Franței. În 1 ianuarie 2022 avea o populație de 37 de locuitori.